# Hopliphora velutina
Hopliphora velutina är en biart som först beskrevs av Amédée Louis Michel Lepeletier och Audinet-serville 1825.  Hopliphora velutina ingår i släktet Hopliphora och familjen långtungebin. Inga underarter finns listade i Catalogue of Life.